# نورس ذيل السمكة
النورس ذيل السمكة (الاسم العلمي: Xema) هو جنس من الطيور يتبع فصيلة النورسية من الرتبة الزقزاقيات.

## أنواع
لهذا الجنس من الطيور نوع وحيد هو:
- نورس شوكي الذيل (الاسم العلمي: Xema sabini)